# 詹嘉美
詹嘉美（英語：EsterMayMay，1984年12月28日—），马来西亚华人女歌手，来自吉隆坡。
于2010年與温力铭（Danny）及卓汉贤（Monkey D）三人组成团体摩斯特（Da.Mon.Ster），並正式加入28Stage。

## 演出經歷

### 專輯
單曲
- 《DJ Play This Love Song》為摩斯特的首支單曲。
- 《Expired Rubbish》:此曲是和馬來地下嘻哈組合KLG Sqwad合作的單曲[2]。

### 電視
- 2011年5月16日，參加《終極天王》五強挑戰賽，擔任「踢館組」歌手，演唱《看清》以（18.6分）輸給參賽者Kopi林國偉《白色風車》（20.8分）[3]。

### 活動
- 2011年12月31日，參與《星洲日报》舉辦的《2012 Live 動全城倒數派對》活動演出[4]。
- 2012年9月15日，參與安邦華小二校「Going Green植樹典禮」植樹活動[5]。

## 个人生活
- 2010年9月9日，詹嘉美和相恋两年的马来西亚羽球国手陈炳顺在吉隆坡天后宮註冊結婚。[6][7]
- 2011年，詹嘉美為其夫首度產下一名男嬰，取名為陳侹希。
- 2015年10月6日，詹嘉美再度為其夫產下一名女嬰，取名為陳妍吶[8]。
- 2018年7月17日，詹嘉美第三度為其夫產下一名男嬰，取名為陳侹安[9]。
- 2020年5月3日，詹嘉美第四度為其夫產下一名女嬰，取名為陳妍玏。